# Republica Populară Belarus
Republica Populară Belarus (în belarusă Белару́ская Наро́дная Рэспу́бліка) a fost primul stat modern independent belarus, care și-a proclamat independența în 1918. Acest stat mai este cunoscut și ca Republica Democrată Belarusă.

## Istoric
Republica Populară Belarus a fost proclamată independentă pe 25 martie 1918, în timpul primului război mondial, după ce Belarusul a fost ocupat de Imperiul German, în conformitate cu prevederile Tratatului de la Brest-Litovsk. În Carta Constitutivă, următoarele teritorii erau considerate ca făcând parte din republică: gubernia Moghilev, părți principale din guberniile Minsk, Hrodna (inclusiv Białystokul), Vilnia, Vitebsk și Smolensk, ca și teritorii mai mici din alte câteva gubernii de frontieră.  Aceste zone erau considerate ca trebuind să facă parte din noul stat datorită majorității elementului etnic belarus, deși, în conformitate rezultatele cercetărilor demografice, existau în regiune și numeroși lituanieni, polonezi și evrei (în special în orașe, unde, uneori, formau majoritatea populației). O parte dintre evrei declarau că limba lor maternă este rusa, o altă parte, yiddish.
A fost adoptat un steag bicolor cu trei benzi orizontale: alb – roșu – alb, ca  și noul sigiliu al statului – Pahonia, care avea la bază stema Marelui Ducat al Lituaniei. 

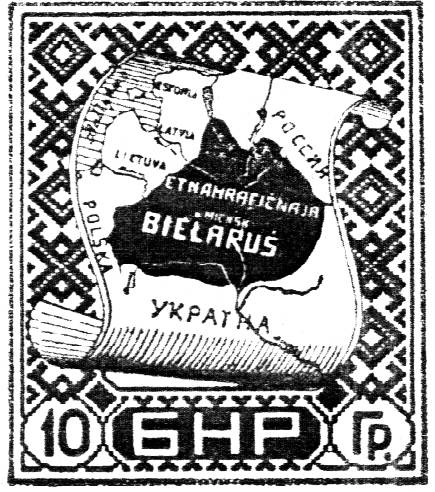
Marcă poştală emisă de Republica Populară Belarus, cu valoare nominală de 10 hr / gr.
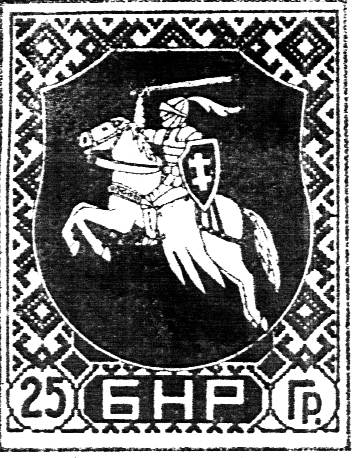
Marcă poştală emisă de Republica Populară Belarus, cu valoare nominală de 25 hr / gr.

Republica Populară Belarus nu a devenit un stat în adevăratul înțeles al cuvântului: îi lipseau constituția, forțele armate și un teritoriu bine stabilit. Când Armata Roșie a intrat în Minsk pe 5 ianuarie 1919, Rada (Parlamentul) a plecat în exil. Un guvern al acestui stat în exil mai există și în zilele noastre.
Alte guverne în exil ale țărilor vecine Belarusului – Lituania, Polonia și altele – au cedat "autoritatea" lor după căderea regimurilor comuniste din Europa Centrală și Răsăriteană de la sfârșitul ultimului deceniu al secolului trecut. Rada belarusă nu a procedat similar, deoarece guvernul în exil consideră actuala guvernare a președintelui Aleksandr Lukașenko ca antinațional, antiindependentist și antidemocratic.

## Președinți
Președinți ai Consiliului Republicii Populare Belarus:
- Jan Sierada (1918 - 1919);
- Piotra Krečeŭski (1919 - 1928);
- Vasil Zacharka (1928 - 1943);
- Mikoła Abramčyk (1944 - 1970);
- Vincent Žuk-Hryškievič (1970 - 1982);
- Jazep Sažyč (1982 - 1997);
- Ivonka Survilla (1997 – până azi).

## Cercetări istorice
În 1998, lingvistul și traducătorul Siarhiej Shupa a publicat o lucrare în două volume care conțin o colecție a arhivelor (Архівы Беларускай Народнай Рэспублікі. Менск-Вільня-Прага-Нью-Ёрк). Cele două volume au mai mult de 1.700 de pagini. În principal, este vorba de documente sortate și reorganizate din fondul arhivistic lituanian nr. 582 din Vilnius și ele reprezintă cam 60% din toate documentele oficiale ale Republicii Populare Belarus din 1918. Încă aproximativ 20% din documentele emise de efemera republică belarusă se află în arhive din Minsk, despre soarta restului de cam 20% neexistând niciun fel de informație.